# Демерсон
Де́мерсон Бру́но Ко́ста, более известный как просто Демерсон (род. 16 марта 1986 года в Белу-Оризонти) — бразильский футболист, выступающий на позиции центрального защитника.

## Биография
Демерсон — воспитанник клубов «Атлетико Минейро» и «Америка Минейро» из своего родного города. На профессиональном уровне, однако, он дебютировал в 2004 году за «Коринтианс Алагоано», где выступал до 2007 года. В этот период он также отдавался в аренду в «Лузианию». Затем Демерсон провёл год в «Итауне», после чего привлёк внимание другого гранда бразильского футбола из Белу-Оризонти — «Крузейро».
За «лис» молодой игрок провёл лишь четыре матча в 2008 году, после чего его отдали в аренду — сначала в «Гойтаказ» до конца сезона, а затем в «Кабуфриенсе». Следующий этап карьеры Демерсона настал в середине 2009 года, когда он перешёл в «Коритибу». В этой команде защитник провёл четыре сезона (при этом в 2011 году отдавался в аренду в «Ботафого» из Рибейран-Прету), но лишь в 2012 году он стал игроком основы, проведя за год 26 матчей в чемпионатах Бразилии и штата Парана. Но уже в следующем году он сменил команду, перейдя в «Баию».
В 2015 году Демерсон перешёл в китайский «Цзянси Ляньшэн», который в том сезоне единственный раз в истории выступал в Первой лиге чемпионата страны, но не смог задержаться в этом втором по значимости дивизионе. В 2016 году Демерсон вернулся на родину, присоединившись к «Паране». По окончании чемпионата штата игрок перешёл в «Шапекоэнсе».
До конца года он провёл три матча в чемпионате Бразилии, а также один полный матч в розыгрыше Южноамериканского кубка против «Куябы». В этом розыгрыше «Шапекоэнсе» впервые в своей истории сумел выйти в финал международного турнира. Демерсон оказался одним из девяти игроков основы «Шапекоэнсе», которые не полетели 28 ноября 2016 года в Медельин (Колумбия) на первую игру финала ЮАК против «Атлетико Насьоналя». В результате падения самолёта BAe 146 рейса 2933 погибли 19 товарищей Демерсона, тренерский штаб команды, журналисты, члены делегации и экипажа — всего 71 человек. Позже КОНМЕБОЛ по просьбе «Атлетико Насьоналя» признал «Шапекоэнсе» победителем турнира.
В 2017 году Демерсон перешёл в малайзийскую команду «Саравак».

## Достижения
- Чемпион штата Парана (2): 2010, 2012
- Чемпион штата Баия (2): 2014
- Чемпион Бразилии в Серии B (1): 2010
- Обладатель Южноамериканского кубка (1): 2016